# 胸斑巨齿蛛
胸斑巨齿蛛（学名：Enoplognatha thoracica）为球蛛科齿螯蛛属的动物。分布于欧洲、俄罗斯以及中国大陆的新疆等地。该物种的模式产地在欧洲。